# Relations entre les Bahamas et Haïti
Les relations entre les Bahamas et Haïti font référence aux relations politiques, économiques et commerciales entre le Commonwealth des Bahamas et la République d'Haïti. Les Bahamas ont une ambassade à Port-au-Prince et Haïti une ambassade à Nassau. 

## Histoire
Les Bahamas sont composés de 700 îles. Historiquement, les Haïtiens ont toujours fréquentés les îles bahaméennes. Vers la fin des années 1790, de nombreux Haïtiens se réfugient dans les îles des Bahamas lors de la révolution haïtienne. Cette vague migratoire explique la présence développée des patronymes tels que Delaveaux, Duvalier, Moncur et Poitier aux Bahamas. Cet exode des Haïtiens vers les Bahamas s'est répétée sous le régime autoritaire de Jean-Claude Duvalier. En 1962, 10.000 Haïtiens vivent aux Bahamas (15% de la population), puis 20.000 en 1969. Le recensement de la population de 2010 estime que 30 000 personnes Haïtiennes ou de descendance haïtienne vivent sur les îles bahaméennes.
Les relations bilatérales ont débuté au XXe siècle lorsqu'Haïti a envoyé son premier consul aux Bahamas. Depuis, elles ont noué des liens étroits et solides en raison de leur démographie et de leur histoire. En 2013, Antonio Rodrique a représenté Haïti en tant qu'ambassadeur aux Bahamas. Les deux pays font partie de la Communauté des Caraïbes (CARICOM). Les Bahamas ont adhéré en 1983 et Haïti en 2002.
En 2014, le ministre de l'Agriculture des Bahamas, Renward Wells, s'est rendu à Haïti pour discuter de la commercialisation des produits alimentaires haïtiens dans le pays et de plusieurs universités, ainsi que de fermes de bananes et de mangues. Le ministre a discuté avec des représentants du gouvernement haïtien des progrès réalisés par les produits alimentaires haïtiens dans le respect des normes sanitaires internationales. En 2018, le président haïtien Jovenel Moïse et le Premier ministre des Bahamas, Hubert Minnis, se sont rencontrés à Port-au-Prince pour discuter de plusieurs questions relatives au commerce, à l'immigration clandestine, à l'agriculture et à de nouvelles relations. Un accord commercial a été discuté lors de la réunion, permettant à Nassau d’acheter des fruits et légumes d’Haïti en échange de la lutte contre l’immigration clandestine en provenance d’Haïti.
En janvier 2017, Bahamasair ouvre la première connexion aérienne directe entre les deux pays.
En janvier 2018, Jeffrey Williams devient ambassadeur des Bahamas à Haïti.

## Immigration clandestine
Les relations se sont tendues récemment à cause de l'immigration clandestine d'Haïtiens vers les Bahamas. Des milliers d'Haïtiens ont fui Haïti pour les Bahamas en utilisant des radeaux de fortune, créant ainsi des problèmes pour l'île. Haïti a discuté de la création d'un centre de documentation dans leur ambassade à Nassau pour surveiller les clandestins aux Bahamas. On estime qu'il y a 80 000 Haïtiens aux Bahamas, une nation de seulement 350 000 habitants. De nombreux Haïtiens sur l'île occupent des emplois subalternes tels que jardinage, travaux de construction et autres travaux à forte intensité de main-d'œuvre.
En 2013, le gouvernement bahaméen choisit de ne pas donner la citoyenneté aux enfants nés aux Bahamas de parents immigrés illégaux . En 2014, le gouvernement des Bahamas impose une nouvelle loi qui impose à toute personne de circuler avec un passeport sur son territoire, ce qui met a mal tous les descendants d'immigrés illégaux haïtiens n'ayant jamais régularisé leur situation. Cette mesure s'applique également aux écoles qui imposent un permis annuel payant ($125) aux écoliers nés aux Bahamas mais non-détenteurs de la nationalité. Les vagues de déportation d'Haïtiens dans des conditions difficiles ont provoqué une vague d'indignation internationale. La commission interaméricaine des droits de l'homme a été mobilisée.
En juillet 2019, le journal The Nassau Guardian révèle que la police bahaméenne enquête sur des soupçons de corruption à l'ambassade d'Haïti aux Bahamas liés à des affaires de mariages arrangés pour obtenir les papiers bahaméens et des reventes de franchises douanières. Le responsable de la section consulaire haïtienne à Nassau a démenti être lié à cette affaire. À la suite de cette affaire, le 21 août 2019, les Bahamas suspendent la délivrance de visas aux Haïtiens jusqu'à nouvel ordre, citant des « difficultés techniques et autres problèmes » sans apporter plus de précisions. Les Haïtiens fonctionnaires, diplomates, ou disposant d'un autre passeport (USA, Canada, Grande-Bretagne, Schenghen) ne sont pas concernés,.
À la suite du passage de l'ouragan Dorian le 1er septembre 2019 sur les Bahamas, les habitants d'Haïti se mobilisent pour faire parvenir du matériel de premiers secours par avion aux Bahamas. Malgré cette élan de fraternité, un fort sentiment anti-Haïtiens se développe aux Bahamas à la suite de l'ouragan, le pays étant submergé par les besoins des populations haïtiennes démunies. Le premier ministre Hubert Minnis mène une campagne agressive invitant les immigrés haïtiens illégaux à quitter les Bahamas, assurant que les bidonvilles où ils vivent vont tous être éradiqués. En novembre 2019, 340 Haïtiens sont déportés des Bahamas, la plupart venant des îles Abacos. À la suite de la pandémie de Covid-19 en Amérique, la compagnie aérienne Bahamasair annonce ne pas pouvoir poursuivre les déportations programmées par le gouvernement, mais les autorités bahaméennes confirment que les frontières ne sont pas fermées et les déportations continuent.

## Articles liés
- Frontière entre les Bahamas et Haïti